# Svetovidovia
Svetovidovia is een monotypisch geslacht van straalvinnige vissen uit de familie van de diepzeekabeljauwen (Moridae).

## Soort
- Svetovidovia lucullus (Jensen, 1953)